# Meteor (Schiff, 1964)
Die Meteor war ein deutsches Forschungsschiff und das zweite Forschungsschiff mit diesem Namen.

## Geschichte
Das Schiff wurde unter der Baunummer 889 auf der Schichau Seebeckwerft in Bremerhaven gebaut und 1964 in Dienst gestellt. Taufpatin des am 8. Februar 1964 getauften Schiffes, das den Namen des ersten deutschen Forschungsschiffes Meteor übernahm, war Wilhelmine Lübke, die Frau des damaligen Bundespräsidenten Heinrich Lübke.
Das Schiff wurde vom Deutschen Hydrographischen Institut (DHI) im Wesentlichen mit Finanzierung durch die Deutsche Forschungsgemeinschaft betrieben. Die Reichweite des Schiffes betrug rund 12.000 Seemeilen. Das Schiff führte von 1964 bis zur Außerdienststellung 1985 insgesamt 73 Expeditionen in allen meeresforschenden Disziplinen vorwiegend im Atlantischen und Indischen Ozean durch. Es legte dabei eine Entfernung zurück, die etwa dem 30fachen Umfang der Erde entspricht.

## Verbleib des Schiffes
Das Schiff wurde 1985 nach Neuseeland an das Department of Scientific and Industrial Research (DSIR) verkauft und dort bis 1992 unter dem Namen Rapuhia durch das Unternehmen Union Steam Ship Company betrieben. Ende 1992 ging das Schiff nach Singapur und kam unter die Flagge von Honduras. 1993 wurde das Schiff in Indien abgewrackt.